# Jędrzejów
Jędrzejów (udtale: [jɛnˈdʐɛjuf]; yiddish: יענדזשעוו, romaniseret: Yendzshev, latin: Andreiow)   er en by i den sydvestlige del af  voivodskabet Święty Krzyż i  den sydøstlige del af Polen, i den historiske region Lillepolen. Byen  har 14.592(2021) indbyggere og et areal på 11,37 km², og er administrationsby i powiatet Jędrzejów.

## Geografi
Byen ligger i den historiske provins   Lillepolen, omkring 35 kilometer sydvest for Kielce, og 78 km fra Kraków. Jędrzejów ligger i Lillepolen Højland, ved to lokale floder, Jasionka og Brzeznica. Området er bakket, hvor det højeste punkt er en bakke kaldet Gaj der 301 moh.
Jędrzejów ligger ved siden af europavej E77, samt nationalvej nr. 78 (Chałupki – Chmielnik) Byen ligger også på en vigtig jernbanerute fra Kraków til Lublin og Warszawa.

## Historie
I de tidlige år af Kongeriget Polen, eksisterede en bosættelse Brzeznica i Jędrzejóws beliggenhed. Den blev første gang nævnt i år 1153 i et dokument udstedt af Ærkebiskoppen af Gniezno, Janik. I dokumentet, grundlæggelsen af et cistercienserkloster,  i dag kendt som den velsignede Wincenty Kadłubek kirke. Klosteret blev grundlagt af franske cisterciensere, som kom til Jędrzejów fra Morimond kloster mellem 1143 og 1153. Klosterets lå i landsbyen Brzeznica, (stavet Brysinch). I det 12. århundrede blev landsbyens navn ændret til Jędrzejów, men en af de lokale floder bærer stadig navnet Brzeznica.
I 1166 blev et råd for Piast-dynastiets hertuger og biskopper organiseret i Jędrzejów for at ære velsignelsen af sognekirken Sankt Adalbert af Prag, som var blevet ombygget af cistercienserne. I et dokument, der omtaler denne begivenhed, vises navnene Andrzeiow, Andreiow og Andreow. Jędrzejów var beliggende på grænsen mellem to provinser Lillepolen – Land Kraków og Land Sandomierz. Grænsen blev markeret af floden Nida. I 1195, under middelalderens såkaldte Fragmentering af Polen, fandt en kamp mellem to hertuger - Leszek den Hvide fra Kraków og Sandomierz og Mieszko den Gamle af Poznań  sted her.